# Ptilinopus richardsii
Ptilinopus richardsii là một loài chim trong họ Columbidae.